# The Forgotten Latchkey
The Forgotten Latchkey è un cortometraggio muto del 1913 diretto da Ralph Ince.

## Trama
Ospiti a casa dei Moore, i Burton ricevono l'invito per un ballo. La sera del ricevimento, i Moore si devono assentare e lasciano agli amici la chiave di casa per poter entrare senza problemi. Ma, finita la festa, i Burton si accorgono di aver lasciato la chiave a casa. Suonano alla porta ma Bridget, la cameriera, dorme della grossa e non li sente mentre Maggie, la cuoca, è fuori casa per una festa di nozze. I due malcapitati cercano in tutti i modi di entrare in casa, passando anche per le cantine, senza altro risultato che sporcarsi di carbone. Cercano poi un albergo, ma l'impiegato non vuole quei due privi pure di bagaglio. Alla fine, ripiegano su un taxi dove si addormentano. La mattina, quando Maggie arriva a casa, prima dell'arrivo dei padroni, vede gli occupanti del taxi, parcheggiato davanti a casa e, credendo che i due siano morti, si mette a urlare. Le sue grida svegliano la coppia che, infreddolita ma felice, ottiene finalmente la sospirata chiave in possesso di Maggie. Peccato che debbano pagare il taxi che, nella notte, ha accumulato il prezzo della "corsa" fino a una cifra notevole per una sistemazione di fortuna piuttosto disagiata.

## Produzione
Il film fu prodotto dalla Vitagraph Company of America.

## Distribuzione
Distribuito dalla General Film Company, il film - un cortometraggio in una bobina - uscì nelle sale cinematografiche statunitensi il 7 giugno 1913.